# Віктор Варконі
Віктор Варконі (англ. Victor Varconi, при народженні — Міхай Варконі (угор. Várkonyi Mihály); 1891—1976) — угорський, пізніше американський актор. Знявся більше ніж у 120 кінофільмах, серед яких найвідомішими стали ролі віце-адмірала Нельсона в історичній драмі Френка Ллойда «Божественна леді» і Понтія Пілата в картині Де Мілля «Цар царів». Неодноразово згадувався як одна з найбільших зірок американського німого кінематографу 1920-1930-х років.

## Життєпис
Міхай Варконі народився в 1891 році в селянській родині поблизу міста Кішварда, що входило тоді до складу Австро-Угорщини. Навчався в комерційному училищі Будапешту, пізніше — в школі драматичної майстерності. Дебютував невеликими ролями в Угорському національному театрі.
З 22 років почав кінематографічну кар'єру і до 1920 року став одним з найпопулярніших в Угорщині акторів німого кіно. Через безперервні політичні потрясіння в Європі у першій чверті ХХ століття виїхав до США. Практично відразу йому запропонував роботу режисер Сесіль Де Мілль, який зняв його у фільмі «Тріумф» (тоді ж актор взяв псевдонім Віктор Варконі). Протягом п'яти років він знімається майже в 20 картинах. Однак до кінця 1920-х років кіно стає звуковим, і характерний угорський акцент артиста позбавляє його перших ролей і зводить до другорядних персонажів з підкресленою етнічною приналежністю (наприклад, індіанський вождь в «Людині з рівнини», партизан-республіканець Примітиво у фільмі «По кому дзвонить дзвін» або нацист Рудольф Гесс в «The Hitler Gang»). На початку 1950-х остаточно пішов з кіно, став працювати на радіо, а іноді — на телебаченні.
Помер у віці 85 років від серцевого нападу.

## Вибрана фільмографія
| Рік  |   | Українська назва       | Оригінальна назва           | Роль            |
| ---- | - | ---------------------- | --------------------------- | --------------- |
| 1924 | ф | Тріумф                 |                             |                 |
| 1924 | ф | Отруєний рай           | Poisoned Paradise           |                 |
| 1927 | ф | Цар царів              | The King of Kings           | Понтій Пілат    |
| 1929 | ф | Божественна леді       | The Divine Lady             | Гораціо Нельсон |
| 1929 | ф | Вічна любов            | Eternal Love                | Лоренц Грубер   |
| 1939 | ф | Все відбувається вночі | Everything Happens at Night |                 |
| 1940 | ф | Дивний вантаж          | Strange Cargo               | Фішерман        |